# Дино Зоф
Дино Зоф (итал. Dino Zoff; 28. фебруар 1942, Маријано дел Фријули) је бивши италијански фудбалски голман и најстарији освајач Свјетског првенства, као капитен италијанске фудбалске репрезентације у Шпанији 1982. године, у својој 40-ој.
Зоф је био голман изузетних способности и има мјесто у историји спорта међу најбољим играчима на овој позицији; он је 3. голман 20. вијека по избору IFFHS (Међународна федерација фудбалске историје и статистике), иза Лава Јашина и Гордона Бенкса. Он држи рекорд у међународним такмичењима за најдужи период за који није примио гол (1142 минута) који је постављен између 1972. и 1974. Године 2004. Пеле га је изабрао међу 125 најбољих живих фудбалера.
Након повлачења из фудбала, Зоф је постао селектор италијанске фудбалске репрезентације као и тренер неколико тимова из Италије.

## Трофеји (као играч)

### Јувентус
- Првенство Италије (6) : 1972/73, 1974/75, 1976/77, 1977/78, 1980/81. и 1981/82.
- Куп Италије (2) : 1978/79. и 1982/83.
- Куп УЕФА (1) : 1976/77.
- Куп шампиона : финале 1972/73. и 1982/83.

### Репрезентација Италије
- Светско првенство (1) : 1982.
- Европско првенство (1) : 1968.
- Медитеранске игре (1) : 1963.

## Трофеји (као тренер)

### Јувентус
- Куп Италије (1) : 1989/90.
- Куп УЕФА (1) : 1989/90.